# Isabelle Huot
Pour les personnes ayant le même patronyme, voir Huot.
 (juin 2023).
Si vous disposez d'ouvrages ou d'articles de référence ou si vous connaissez des sites web de qualité traitant du thème abordé ici, merci de compléter l'article en donnant les références utiles à sa vérifiabilité et en les liant à la section « Notes et références ».
Isabelle Huot est une personnalité publique québécoise, journaliste, chroniqueuse, animatrice, femme d'affaires, entrepreneure, docteure en nutrition et autrice.

## Biographie
Isabelle Huot est la fille de Claude Huot, ancien sous-ministre adjoint de l'Économie et du Commerce ; sa mère était adjointe administrative. Elle a un frère cadet.
Isabelle Huot effectue une année de recherche en épidémiologie nutritionnelle aux Hôpitaux universitaires de Genève en 1995[réf. nécessaire], avant d'obtenir une maîtrise en épidémiologie et nutrition de l’Université de Montréal. Elle reçoit une bourse de l'Institut Danone du Canada[réf. nécessaire] et obtient un doctorat en santé publique et nutrition à l'Université de Montréal en 2003. Son attrait pour la nutrition n'est pas évident : « Ce n’était pas une vocation comme telle, au début. Honnêtement, je m’y suis intéressée pour payer mes études et mes voyages. »
Attirée par l'univers des médias, elle publie des chroniques dans plusieurs journaux et magazines. En 2001, elle est nommée pour le prix journalistique Kenneth R. Wilson Memorial[réf. nécessaire].
Elle a été la porte-parole du Festival des fromages de Warwick pendant quatre ans et, en 2002 et 2004, elle est membre du jury du Grand Prix des fromages canadiens.
En 2004, elle se lance dans la publication d'une série de livres de vulgarisation scientifique sur la nutrition, la prévention cardiaque, le système immunitaire et le végétarisme.
Elle figure en 2007 parmi les six personnalités du Palmarès des Carrières[Quoi ?] et fait partie des 1 000 femmes d’exception du photographe Pierre Maraval[réf. nécessaire].
En 2009, elle fonde une clinique de nutrition à l'Île des Sœurs. Son entreprise croît rapidement et elle ouvre ensuite trois autres établissements (Verdun, Montréal, Laval). 
En 2011, elle lance une gamme de produits alimentaires surgelés, livrés à domicile, à visée diététique[réf. nécessaire].
Par la suite, elle développe aussi divers produits alimentaires, tels que des mélanges à biscuits et muffins, des mélanges d'épices et assaisonnements, ainsi que des collations "santé"[réf. nécessaire].
En 2020, elle obtient un prix DUX pour ses assaisonnements.
En mars 2020, elle démissionne de l'Ordre des diététistes-nutritionnistes du Québec. En conséquence, elle ne peut plus porter et se faire présenter avec le titre professionnel réservé de diététiste-nutritionniste. Les journalistes et membres des médias ne peuvent donc plus présenter Madame Huot comme nutritionniste ou diététiste.
En 2022, elle est candidate à l'émission de télévision Dans l'œil du Dragon, et obtient un engagement pour un investissement en équité de 400 000$ pour 15% de son entreprise de prêt-à-manger.
En 2023, elle obtient le prix DUX pour sa bûche des Fêtes créée en collaboration avec la cheffe Marianne.
Elle est également porte-parole de la Boulangerie St-Méthode et de l’Association des producteurs maraîchers du Québec[réf. nécessaire].

### Vie privée
En juillet 2021, Isabelle Huot publie sur un réseau social des confidences sur sa vie privée, annonçant avoir quitté il y a plus de vingt ans un conjoint violent bien connu du public qui l'a agressée physiquement pendant quatre ans après avoir découvert qu'il menait une double vie .
Elle a visité plus de 65 pays et est passionnée de découvertes et de rencontres culturelles[réf. nécessaire].

## Carrière médiatique

### Chroniques télévisées
- Le Magazine Santé (Canal Vie) ;
- Hop La Vie (TVA) ;
- C’est simple comme bonjour (Radio Canada) ;
- Tous les matins (Radio-Canada) ;
- Deux filles le matin (TVA) ;
- Tout simplement Clodine (TVA) ;
- Souper de filles (Canal Vox) ;
- Par-dessus le marché (TVA) ;
- Tour de France (Canal Évasion) ;
- Le maître du grill (Canal Évasion) ;
- Bulletin de nouvelles de TVA, de LCN et du Canal Argent.
- Salut Bonjour (TVA).

### Chroniques radiophoniques
- CKVL ;
- CKAC ;
- Première Chaîne de Radio Canada;
- QUB radio
- 98,5

- Les matins de Montréal
- Les midis de Véro à Rythme FM
- Champ Libre à Radio Canada Toronto.

### Chroniques magazines
- Le Journal de Montréal ;
- Bel Âge ;
- Moi et Cie ;
- le magazine Le Lundi ;
- Le Rezo ;
- L'Actualité Médicale ;
- Santé mise en forme ;
- Les lettres gastronomiques.

### Livres et publications
- 2023 : Mieux vivre la ménopause, Les Éditions de l'Homme, Montréal
- 2022 : Repas Santé Express, Les Éditions de l'Homme, Montréal
- 2020 : Les Menus kilo solution 2, Les Éditions de l'Homme, Montréal
- 2020 : Tous à table! : vos menus solution famille
- 2018 : Les menus kilo solution, Les Éditions de l'Homme, Montréal
- 2018 : Menus solution famille, Les Éditions de l'Homme, Montréal
- 2017 : Cessez de manger vos émotions, Les Éditions de l'Homme, Montréal
- 2016 : Manger et bouger au féminin, Les Éditions de l'Homme, Montréal
- 2014 : Kilo Cardio 3, Les Éditions de l'Homme, Montréal
- 2011 : Kilo Solution, une approche visuelle, Les Éditions de l'Homme, Montréal
- 2011 : Végétarien: parfois, souvent ou passionnément, Les Éditions La Presse, Montréal
- 2010 : Stimulez votre système immunitaire, Les Éditions de l'Homme, Montréal
- 2010 : Kilo Cardio 2, Les Éditions de l'Homme, Montréal
- 2008 : Les conseils santé d'Isabelle 2, Les Éditions Publistar, Montréal
- 2008 : Stimulez votre système immunitaire, Les Éditions de l'Homme, Montréal
- 2008 : Kilo Cardio 1, Les Éditions de l'Homme, Montréal
- 2006 : Les Conseils santé d'Isabelle, Les Éditions Publistar, Montréal
- 2006 : Nutrition Gourmande, Les Éditions Publistar, Montréal
- 2004 : Bien manger pour la vie, Les Éditions Guy Saint-Jean, Laval

## Distinctions et prix
- 2011 : Femme d'affaires du mois, selon la Ville de Verdun[réf. nécessaire]
- 2011 : trois livres sélectionnés pour la 29e édition du prix du Grand public La Presse – Salon du livre de Montréal